# Minamiuonuma
Minamiuonuma (南魚沼市, Minamiuonuma-shi) est une ville située dans la préfecture de Niigata, sur l'île de Honshū, au Japon.

## Géographie

### Situation
Minamiuonuma est située dans le sud de la préfecture de Niigata. Elle est traversée par la rivière Uono. La partie orientale de la ville est montagneuse, avec notamment le mont Echigo-Komagatake au nord-est et le mont Makihata au sud-est.

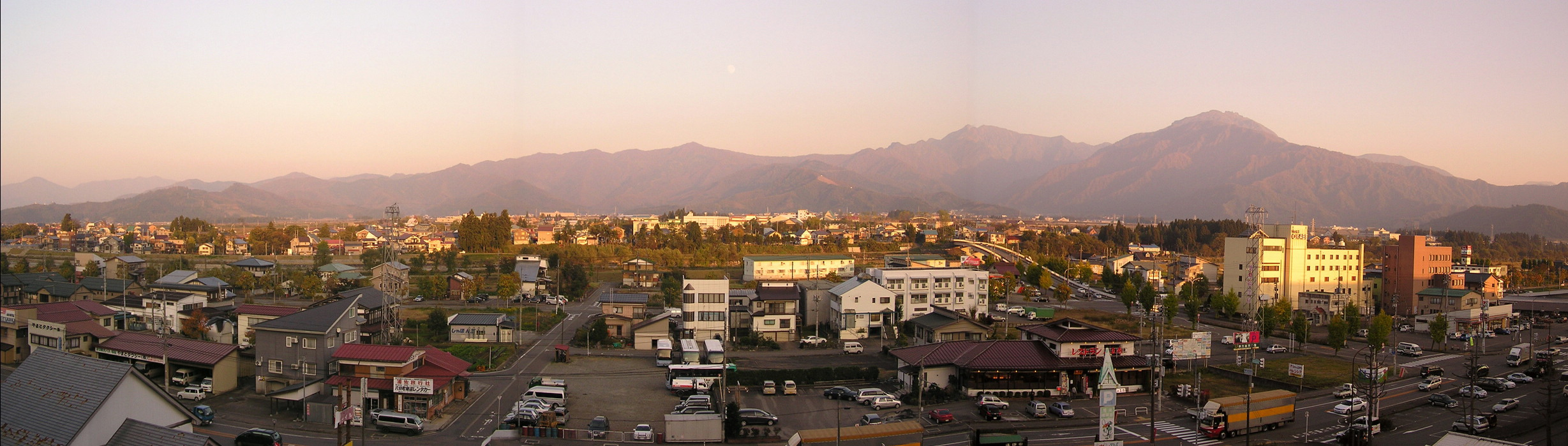
Vue panoramique de la ville.

### Démographie
En août 2019, la population de Minamiuonuma était de 56 200 habitants, répartis sur une superficie de 584,55 km2.

## Histoire
La ville de Minamiuonuma a été créée le 1er novembre 2004 de la fusion des bourgs de Muikamachi et Yamato. Le 1er octobre 2005, le bourg de Shiozawa est intégré à la ville.

## Transports
Minamiuonuma est desservie par la ligne Shinkansen Jōetsu à la gare d'Urasa. La ville est également desservie par les lignes classiques Jōetsu (JR East) et Hokuhoku (Hokuetsu Express) qui se croisent à la gare de Muikamachi.

## Jumelage
Minamiuonuma est jumelée avec :
- Lillehammer (Norvège)
- Sölden (Autriche)
- Ashburton (Nouvelle-Zélande)

## Personnalités liées à la municipalité
- Misaki Shigeno (née en 1986), sauteuse à ski
- Ryohei Yamazaki (né en 1989), footballeur